# Berwick (Victoria)
Berwick ist ein Stadtteil der australischen Stadt Melbourne. Mit rund 47.674 Einwohnern macht er etwa ein Prozent der Bevölkerung von Melbourne aus. Berwick gehört zum Verwaltungsbezirk Casey City.
Der Ort war ursprünglich ein Rastplatz auf der Postroute nach Gippsland. Das dortige Gasthaus (Berwick Inn), das von seinem Besitzer nach seiner englischen Geburtsstadt, Berwick-upon-Tweed, benannt wurde, gab der Ortschaft den Namen.
1938 wurde in Berwick der erste private Flugplatz errichtet. 
Eine Allee mit Pappeln entlang der Hauptstraße und durch Beaconsfield soll an die Gefallenen des Ersten Weltkrieges erinnern. Ursprünglich sollten an den einzelnen Bäumen Namensplaketten befestigt werden, doch ist dies bislang nicht geschehen.
Der wohl berühmteste Sohn Berwicks ist Richard Casey, der später der Baron von Berwick wurde. 